# 麥斯·高美斯
马克西米利亚诺·高美斯·冈萨雷斯（西班牙語：Maximiliano Gómez González；1996年8月14日—），通称麥斯·高美斯（西班牙語：Maxi Gómez，發音：[ˈmaksi ˈɣomes]），是一名烏拉圭職業足球員，現效力烏拉圭足球甲級聯賽球會迪芬沙士砵亭和烏拉圭國家足球隊。司職前鋒。

## 球會生涯

### 迪芬沙士砵亭
高美斯於烏拉圭派桑杜出生，2013年由CA Litoral加盟迪芬沙士砵亭的青年軍。2015年9月15日，他在對陣秘魯體育大學的比賽中首次上陣，高美斯於比賽尾段時間後備入替赫達·阿庫尼亞，最終球隊作客以1比0勝出。
2015年10月4日，高美斯首次於烏拉圭超級聯賽上陣，對手為，但球隊作客以4比0大敗。10月16日，他攻入職業生涯首個入球，但球隊於主場以2比3不敵。
同年10月31日，高美斯在對陣拉斯彼得拉斯青年競技時梅開二度，最終球隊主勝4比1。其後，他在11月20日和2016年2月28日分別在對陣埃尔坦基希思利和的比賽中梅開二度，兩場比賽的比分分別為賽和2比2和以3比2勝出。5月22日，高美斯在對陣埃尔坦基希思利時上演「大四喜」，協助球隊作客以6比5勝出。全季，他在21場比賽中攻入14球。

### 切爾達
2017年5月22日，高美斯轉會至西班牙甲組足球聯賽球隊切爾達，簽約5年。8月19日，他在對陣皇家蘇斯達的比賽中首次上陣，但球隊於主場以2比3落敗。

### 瓦伦西亚
2019年7月14日，戈麦斯与西班牙甲組足球聯賽球隊瓦伦西亚签订了一份至2024年的合同。

## 國家隊生涯
2017年尾，高美斯首次為國家隊上陣，對手為波蘭國家足球隊，他於比賽中後備入替，最終雙方以0比0賽和。

## 生涯統計

### 國家隊上陣次數
截至2018年6月15日
| 烏拉圭國家足球隊 | 烏拉圭國家足球隊 | 烏拉圭國家足球隊 |
| 年份             | 出場             | 入球             |
| ---------------- | ---------------- | ---------------- |
| 2017             | 2                | 0                |
| 2018             | 3                | 0                |
| 總計             | 5                | 0                |

## 榮譽

### 國家隊
烏拉圭
- 中國盃冠軍：2019年

## 外部連結
- Soccerway資料庫：麥斯·高美斯